# Mahalenahatti, Belgaum
Mahalenahatti là một làng thuộc tehsil Belgaum, huyện Belgaum, bang Karnataka, Ấn Độ.